# Medicine Hat Airport
Medicine Hat Airport är en flygplats i Kanada. Den ligger i den södra delen av landet, 2 600 km väster om huvudstaden Ottawa. Medicine Hat Airport ligger 716 meter över havet.
Terrängen runt Medicine Hat Airport är platt. Närmaste större samhälle är Medicine Hat, 3,8 km nordost om Medicine Hat Airport.
Trakten runt Medicine Hat Airport består till största delen av jordbruksmark. Trakten runt Medicine Hat Airport är nära nog obefolkad, med mindre än två invånare per kvadratkilometer.